# رد لیک (انتاریو)
رد لیک (به انگلیسی: Red Lake) یک منطقهٔ مسکونی در کانادا است که در بخش کنورا واقع شده‌است. رد لیک ۴٬۱۰۷ نفر جمعیت دارد و ۳۸۵٫۹۰ متر بالاتر از سطح دریا واقع شده‌است.